# Anatolij Vasil'evič Ėfros
Anatolij Vasil'evič Ėfros (Charkiv, 3 luglio 1925 – Mosca, 13 gennaio 1987) è stato un regista sovietico.

## Filmografia parziale

### Regista
- L'eroico traditore (1964)
- Tanja (1974)
- V četverg i bol'še nikogda (1977)